# Выксунский благочиннический округ
Выксунский благочиннический округ — благочиние Выксунской епархии. Включает в себя храмы Выксунского района Нижегородской области. Сформировано в декабре 1992 года, путём выделения части приходов из Ардатовского благочиния. До создания в марте 2012 года Нижегородской митрополии  входило в южный округ Нижегородской и Арзамасской епархии.
В настоящее время Выксунский благочиннический округ объединяет 8 приходов.

## Приходы
1. Выкса: Кафедральный собор Рождества Христова.
  - Храм-крестильня в честь в честь преподобного Варнавы Гефсиманского.
2. Выкса: Церковь в честь Иоанна Богослова при Выксунском духовном училище.
3. Поселок Виля: Церковь Николая Чудотворца.
4. Поселок Досчатое: Троицкая церковь.
5. Село Нижняя Верея: Церковь Николая Чудотворца.
6. Село Новодмитриевка: Покровская Церковь. Восстановление началось в 2002 году. 14 августа 2010 года освящены кресты и купола храма.[4] 2 октября  освящены колокола.[5]
7. Село Проволочное: Церковь Успения Божией Матери.
8. Село Шиморское: Церковь Успения Божией Матери.